# Aldo Leão Ramírez
Pour les articles homonymes, voir Ramírez.
Aldo Leão Ramírez Sierra, né le 18 avril 1981 à Santa Marta (Colombie), est un footballeur colombien, qui évolue au poste de milieu de terrain à l'Atlas Guadalajara. 